# ال.ای. رید
آنتونیو مارکوس رید(انگلیسی: Antonio Marquis Reidال. ای. رید (انگلیسی: L.A. Reid؛ زادهٔ ۷ ژوئن ۱۹۵۶) موسیقی‌دان، تهیه کننده موسیقی، مدیرعامل اپیک رکوردز، رئیس هیئت مدیره اریستا رکوردز و پیانیست اهل ایالات متحده آمریکا است. وی از سال ۱۹۷۳ میلادی تاکنون مشغول فعالیت بوده‌است. وی داور دو فصل از برنامه ایکس فاکتور بوده است.